# Fatback

1: Fatback

Fatback (em inglês dos Estados Unidos) é a camada de gordura, por vezes com uma parte da carne subjacente, que fica por baixo da pele do dorso do porco, curada em salmoura ou fumada e usada, na culinária sulista, para temperar um guisado de feijão ou para cozer hortaliças. Muitas vezes esta carne é frita lentamente na sua própria gordura e servida com biscuits para um jantar de pobres; a gordura libertada é geralmente guardada em frascos, para usar noutros cozinhados, como por exemplo, cornbread. 

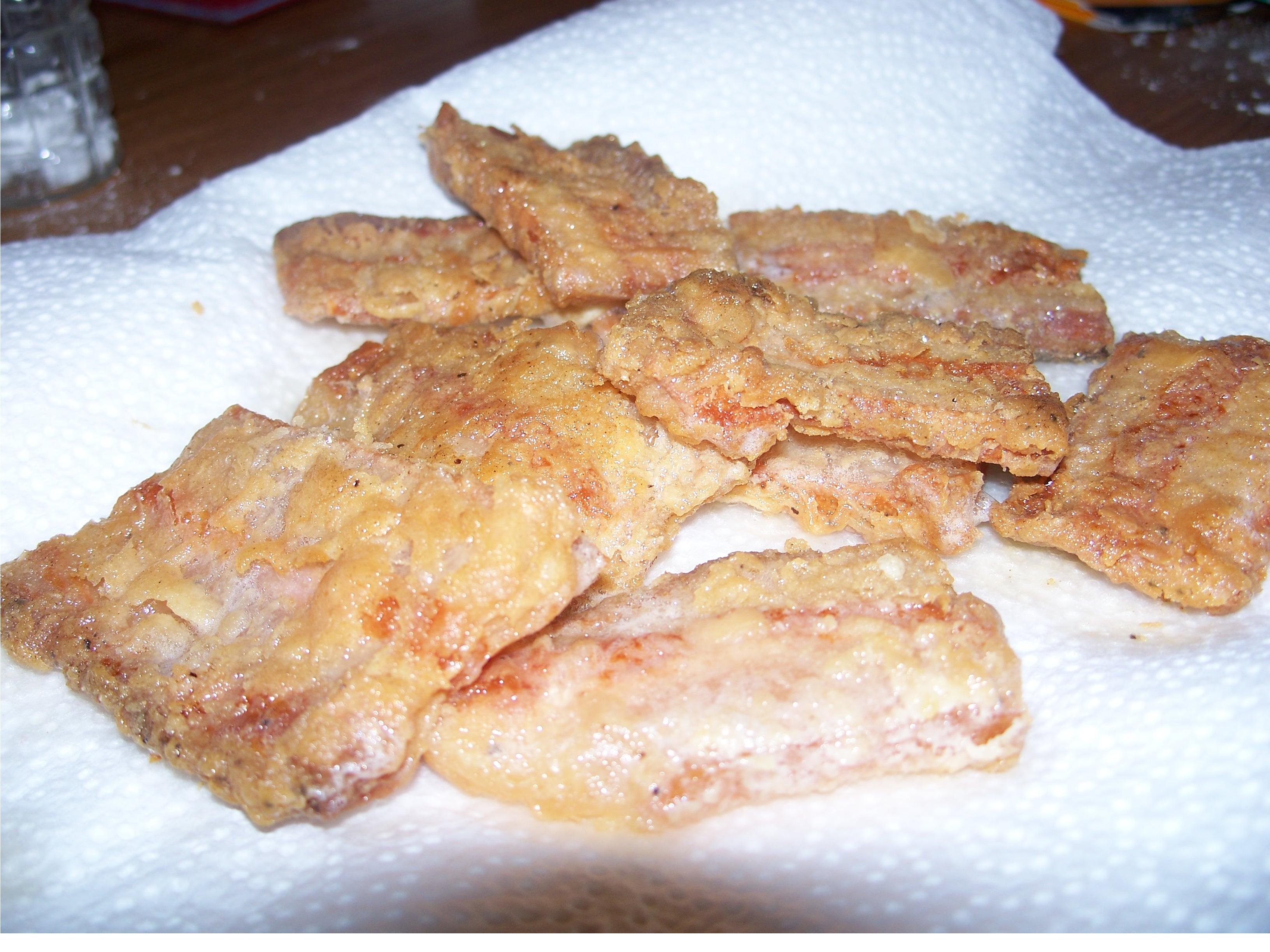
Fatback empanado e frito

Na Europa, este tipo de toucinho é muito apreciado, não só como ingrediente culinário, por exemplo, na França, a “panne” é usada em terrines e patés e também para lardear várias peças de carne, especialmente de caça, que têm menos gordura. Na Itália, o “lardo” é um produto com uma cura especial, em que é salgado com vários condimentos e seco num ambiente húmido, também usado em muitos pratos. Na Rússia prepara-se o “salo”, que é o toucinho salgado e fumado, principalmente feito com a gordura do dorso do porco, muitas vezes consumido com cerveja ou vodka, acompanhado de dentes de alho ou pedaços de cebola crus;   mas também existe uma preparação em que o toucinho é coberto com chocolate. 
No entanto, nos Estados Unidos, o fatback não é tradicionalmente considerado um corte “nobre” do porco, mas apenas um ingrediente utilizado para preparar a banha e, no tempo da escravatura, para a alimentação dos escravos; no entanto, durante a Guerra Civil, este produto era parte da alimentação normal das pessoas no sul, tendo-se tornado parte da culinária local. 